# Belle et Sébastien (série télévisée d'animation)
Pour les articles homonymes, voir Belle et Sébastien.
Belle et Sébastien (名犬ジョリィ, Meiken Jorī, littéralement Jolie, chien fidèle) est un anime en 52 épisodes de 24 minutes adaptant le roman éponyme de Cécile Aubry. C'est une production japonaise entre les sociétés MK Company, Visual 80 Productions et Toho Company, Ltd., sous la direction de Kenji Hayakawa et adaptée par Mitsuru Kaneko pour NHK. Les personnages sont dessinés par Shuichi Seki. Elle a été diffusée du 7 avril 1981 au 22 juin 1982 sur NHK.
La série a été doublée au Québec et diffusée à partir du 18 septembre 1982 à la Télévision de Radio-Canada, et en France, en 1983 sur FR3. Aujourd’hui, il est possible de la revoir sur internet facilement comme par exemple sur YouTube.

## Synopsis
Sébastien est un jeune garçon qui vit dans les montagnes des Pyrénées en France avec Grand-père César et Angelina. Sébastien est intelligent et fort mais il se sent différent des autres enfants de son village  parce qu'il ne va pas à l'école et qu'il n'a pas de mère. Un jour, il se promène pas loin de chez lui et il rencontre une chienne, un Montagne des Pyrénées qu'il nomma Belle, mais les habitants du village la prennent pour un démon et la pourchassent. Sébastien continue de défendre Belle.   Un jour, Grand-père César dit toute la vérité au sujet de sa mère : il lui révèle que sa mère est en Espagne et qu'elle fait partie d'une troupe de comédiens ambulants appelée « la troupe de Carlos ».  Sébastien décide de traverser la frontière afin de rejoindre l'Espagne pour retrouver sa mère.  Cependant, le voyage ne sera pas de tout repos : Belle et Sébastien vont y vivre plein d'aventures et rencontrer plein de gens.

## Doublage québécois
- Flora Balzano : Sébastien Corradi
- Diane Arcand : Angelina (2e voix), narratrice (2e voix)
- Louise Turcot : Angelina (1re voix), narratrice (1re voix)
- Madeleine Arsenault : Isabelle (la mère de Sebastien)
- Jean Fontaine : César, Mr Gonsalès, juge Ramon Céfardé, brigadier Cavaliero, Silvas
- Marc Bellier : Jean,  iero Lopez , Ricardo
- Nicole Fontaine : Léna Perreira
- Léo Ilial : Monsieur Albert Perreira , le père de Léna
- Victor Désy : Gaston Mendoza
- Jean-Louis Millette : Barnabé Munios
- Élizabeth Chouvalidzé : Bébert (un des petits villageois)
- Bernadette Morin : Ramon, Ricardo Thorez , Pedro Estevez (épisodes 43 et 44)
- Daniel Lesourd : Adolpho Gonsalès
- Ève Gagnier : Lisa Gonsalès
- Vincent Davy : Carolus (épisode 32), Adão  Gaillaras
- Claudie Verdant : Maruka Varela
- Yves Massicotte : Carolus Estevez (épisodes 43 et 44)

 Source et légende : version québécoise (VQ) sur Doublage.qc.ca

## Épisodes
1. Le monstre des Pyrénées (走れ！ ピレネーに向かって, Hashire! Pirēne ni mukatte?)
2. Un enfant est né (避難小屋の謎, Hinangoya no nazo?)
3. Une nuit dans la montagne (岩山の一夜, Iwayama no ichiya?)
4. La frontière (運命の大跳躍, Unmei no dai chōyaku?)
5. La poursuite (密輸小屋からの脱出, Mitsuyu koya karano dasshutsu?)
6. La main secourable (危機救う小さな手, Kiki sukū chīsa na te?)
7. La minute de vérité (犬嫌いの刑事, Inu kirai no keiji?)
8. La promesse (夕陽の大滝下り, Yūhi no ōtaki kudari?)
9. Les adieux (さよならの贈り物, Sayonara no okurimono?)
10. Le voleur de bétail (牧場の泥棒退治, Bokujō no dorobō taiji?)
11. Le mal d'amour (崩れ古城の冒険, Kuzure kojō no bōken?)
12. Champions du monde (替え玉大作戦, Kae tama daisakusen?)
13. Un pas vers le ciel (星空のシャンデリヤ, Hoshizora no Shanderiya?)
14. L'acte de bravoure (勇気ある捜索, Yūki aru sōsaku?)
15. Le bon larron (銀行ギャングの友情, Ginkō gyangu no yūjō?)
16. La vague des souvenirs (おじいさんの海, Ojī-san no umi?)
17. Fantôme à bord (陸に上った幽霊船, Rokuni atta yūreisen?)
18. Le bateau du salut (逃げ出せ初航海, Nigedase hatsu kōkai?)
19. Le chateau hanté (幽霊の棲む古城, Yūrei no sumu kojō?)
20. La revanche du spectre (幽霊の逆襲, Yūrei no gyakushū?)
21. Le suppôt de satan (人さらいのわな, Nin sarai no wana?)
22. Seuls contre tous (決死の非常線突破, Kesshi no hijōsen toppa?)
23. Monsieur le juge (名判事のたくらみ, Mei hanji notakurami?)
24. Le magicien (ママを知ってる手品師, Mama wo shitteru tejinashi?)
25. Un dernier pas (走れ！ママのもとに, Hashire! mama no motoni?)
26. Le trait d'union (スカーフに託した再会, Sukāfu ni takushita saikai?)
27. Le foyer (炎の中の魔犬, Honō no nakano ma inu?)
28. Les bâtisseurs (小さな親方大活躍, Chīsa na oyakata dai katsuyaku?)
29. Le dernier wagon (運命の単線列車, Ūnmei no tansen ressha?)
30. La chaîne au cou (くさりのままの逃亡, Kusari no mama no tōbō?)
31. Il suffit de passer le pont (濁流をこえて, Dakuryū wo koete?)
32. La photographie (ママの写真, Mama no shashin?)
33. La trahison de Belle partie I (うらぎったジョリィ, Uragitta Jorī?)
34. La trahison de Belle partie II (もどれぼくの手に, Modore boku no teni?)
35. Maruka partie I (鬼警部と美人飛行士, Oni keibu to bijin hikōshi?)
36. Maruka partie II (猛毒がひそむほら穴, Mōdoku gahisomuhora ana?)
37. Maruka partie III (飛べ！希望の空へ, Tobe! kibō no sora he?)
38. La mauvaise auberge (ママは、やっぱり素敵だな, Mama ha, yappari suteki dana?)
39. Les Gitans (シェラネバダの悪い水, Shieranebada no warui mizu?)
40. Belle enchaînée (ボーレアドーラの恐怖, Bōreadōra no kyōfu?)
41. Opération sauvetage (ジョリィ奪回作戦, Jorī dakkaisakusen?)
42. Les amis retrouvés (よみがえった友情, Yomigaetta yūjō?)
43. Express pour les Pyrénées (ピレネー超特急, Pirēne chōtokkyū?)
44. Les batailles du rail (おかしな大列車作戦, Okashina dai ressha sakusen?)
45. L'homme de coeur (誕生パーティーで脱出作戦, Tanjō pātī de dasshutsu sakusen?)
46. La grande muraille (ピレネー大岩壁, Pirēne ōiwa kabe?)
47. Le vent d'hiver (大嵐の前ぶれ, Dai arashi no mae bure?)
48. Unis dans la tempête (嵐のなかの再会, Arashi no naka no saikai?)
49. Enfin réunis (悪魔の回廊の大なだれ, Akuma no kairō no dai nadare?)
50. L'écharpe bleue (うたがい晴れて, Utagai hare te?)
51. La décision (ママの決心, Mama no kesshin?)
52. L'union (ピレネーの青い空, Pirēne no aoi sora?)